# IGO (програма)
iGO — лінійка програм для GPS-навігації, розроблена компанією NNG (попередня назва — Nav'N'Go). На ринку доступні версії під Windows CE, Windows Mobile, Apple iOS та Android. У програмі використовуються карти компаній Tele Atlas та Navteq, та локальних розробників, зокрема, по Україні — Карт Бланш Україна.

## Функції та можливості
- Навігація «від дверей до дверей» по 70 країнах світу
- Розрахунок маршруту до точки призначення та його перерахування при відхиленні від обраного шляху
- Розрахунок маршруту з кількома проміжними точками (крім версії iGO Amigo)
- Пошук точок POI (об'єктів інфраструктури) за адресою, назвою, відстанню від обраної точки на карті
- Інтуїтивно зрозумілий користувацький інтерфейс
- Голосові підказки більш ніж 40 мовами
- Тривимірне зображення рельєфу, дорожніх розв'язок, будівель та орієнтирів (починаючи з версії iGO8)
- Підтримка служби TMC (у країнах Західної Європи)

## Версії

### iGO My way 2006 Plus
iGO My way 2006 Plus — навігаційна програма для персональних навігаторів (з ОС Windows CE) та КПК/комунікаторів (з ОС Windows Mobile). Вийшла у 2005 році, знята з виробництва у 2009 році.

### iGO 8
iGO 8 — наступна версія iGO, вийшла у 2008 році. Особливістю програми є реалістична тривимірна навігація з відображенням рельєфу, дорожніх розв'язок, будівель та інших орієнтирів.

### iGO Amigo
iGO Amigo — версія iGO зі спрощеним користувацьким інтерфейсом, вийшла у 2009 році. Програма зберегла основні функції iGO 8, необхідні для GPS-навігації, хоча порівняно з попередньою версією її можливості обмежені для досягнення максимальної простоти та зручності використання.
Особливості iGO Amigo:
- вбудована презентація для навчання користувача роботі з програмою;
- економне використання оперативної пам'яті, завдяки чому програма швидко працює на будь-яких пристроях;
- порівняння кількох варіантів маршруту (швидкий, короткий, економний, легкий);
- функція «Де я?» визначає поточні GPS-координати та відображає найближчі необхідні об'єкти, такі як поліцейська дільниця, відділення швидкої допомоги, автосервіс тощо;
- маршрут відображається крапками, що дозволяє бачити напрямок руху навіть при дуже низькій швидкості;
- можливість вибору форми курсору — стандартна «стрілка» або моделі різних транспортних засобів.

Програма встановлена на персональні навігатори кількох марок, зокрема, на навігатори Navon, Prestigio, та ряд інших.

### iGO My Way 2009
iGO My Way 2009 — версія iGO для iPhone. На сьогодні на Apple App Store доступна програма з картами Північної Америки та Європи.
Особливості iGO My Way 2009:
- реалістичне тривимірне відображення карти, дорожніх розв'язок та будівель;
- підтримка TTS Pro (Text-to-Speech), завдяки чому у голосових підказках озвучуються назви вулиць та міст, а також інформація про затори та про особливості дорожнього руху у країні після перетину її кордону;
- місцевий пошук Google — пошук компаній, туристичних пам'яток та інших об'єктів поблизу поточного положення користувача;
- придбання додаткового контенту через App Store;
- реалістичне відображення розв'язок;
- розрахунок «екологічного» маршруту з найменшим споживанням палива та викидом CO2 на додачу до стандартних швидкого, короткого та легкого варіантів маршруту;
- пошук POI вздовж маршруту;
- вибір контактів iPhone, GPS-координат та фотографій як пункту призначення;
- розрахунок маршруту з кількома проміжними точками;
- можливість зателефонувати до точки POI безпосередньо з навігаційної програми;
- функція «Де я?» визначає поточні GPS-координати та відображає найближчі необхідні об'єкти, такі як поліцейська дільниця, відділення швидкої допомоги, автосервіс тощо;
- автоматичне визначення орієнтації пристрою (портретна/пейзажна орієнтація);
- відображення смуг руху та реалістичних вказівників під час навігації;
- можливість вибору форми курсору — стандартна «стрілка» або моделі різних транспортних засобів;
- автоматичне повернення до режиму навігації після вхідного дзвінка.

### iGO Primo
iGO Primo — найновіша версія програми, вийшла у 2010 році. Як і iGO Amigo, вона має простий користувацький інтерфейс, але одночасно містить багато різноманітних функцій та можливостей налаштування.
Особливості iGO Primo:
- тривимірне відображення рельєфу з високою розподільчою здатністю;
- точкова адресація (Point Addressing) — можливість навігації по міжбудинковим проїздам та пошук будинків з дробовими номерами, кількома корпусами тощо;
- реалістичне відображення дорожніх знаків даної країни;
- завдяки удосконаленому ядру програми значно прискорений розрахунок складних маршрутів;
- додаткові підказки під час навігації — інформація про 2 наступні маневри, попередження про дорожні камери стеження, про перевищення швидкості тощо;
- функція «Повернутися до машини» (Back to car) автоматично запам'ятовує положення машини в момент відключення пристрою від живлення;
- одночасний розрахунок кількох варіантів маршруту, у тому числі — «екологічного» маршруту;
- урахування обмежень руху, що залежать від часу доби або дня тижня (наприклад, вулиці, закриті для руху у вихідні дні);
- відображення смуг руху та реалістичних вказівників під час навігації;
- користувач може самостійно налаштовувати швидке меню та екран карти;
- можливість вибору форми курсору — стандартна «стрілка» або моделі різних транспортних засобів;
- маршрут відображається крапками, що дозволяє бачити напрямок руху навіть при дуже низькій швидкості;
- функція «Де я?» визначає поточні GPS-координати та відображає найближчі необхідні об'єкти, такі як поліцейська дільниця, відділення швидкої допомоги, автосервіс тощо;
- у програмі враховуються та відображаються особливості дорожнього руху у різних країнах (максимальна швидкість руху у населеному пункті та за його межами, допустимий відсоток алкоголю в крові водія тощо);
- навігація для вантажівок (версія iGO Primo Truck), з урахуванням габаритів автомобілю та характеру вантажу.

Програма встановлена на персональні навігатори кількох торговельних марок. В Україні ліцензійна версія програми доступна лише на навігаторах Navon.

## Інформація про затори
Для отримання інформації про затори iGO підтримує лише систему TMC, що використовує протокол RDS для передачі безкоштовних повідомлень через ефір FM-радіостанцій; в Україні ця система не використовується.

## Карти
Для програм iGO доступні карти більш ніж 70 країн світу. За наявності карт кількох країн будь-яка версія програми забезпечує наскрізну навігацію через державні кордони, без переключення карт вручну.
Основними постачальниками картографічного матеріалу для програм iGO є компанії Navteq і Tele Atlas. Крім цього, карти багатьох країн, зокрема Східної Європи (Албанії, Болгарії, Боснії Герцеговини, Греції, Естонії, Кіпру, Латвії, Литви, Македонії, Польщі, Румунії, Сербії, Словаччини, Словенії, Туреччини, Угорщини, України, Хорватії, Чехії, Чорногорії) постачаються місцевими картографічними компаніями. Карта України для програми iGO постачається компанією Карт Бланш Україна.
Користувачі ліцензійних програм iGO можуть придбати додаткові карти та оновити їх через офіційний портал компанії NNG http://www.naviextras.com.
Особливістю версії iGO Primo стала можливість використання самостійно підготованих карт на основі крадених даних сервісу Google maps. Це дозволяє ефективніше використати навігатор поза дорогами загального користування, якщо заздалегідь підготувати карту.